# Kaikhosru Shapurji Sorabji
Kaikhosru Shapurji Sorabji, född 14 augusti 1892 i Chinford England, död 15 oktober 1988, var en engelsk tonsättare och pianist. 
Sorabjis verk är kända för att vara väldigt långa. Opus Clavicembalisticum har varit listad i Guinness Rekordbok som "världens längsta pianostycke", betydligt längre är bland annat hans 100 Études transcendantes (som delvis är inspelad av pianisten Fredrik Ullén på BIS Records), och Symphonic Variations, vilken består av 484 A3-sidor i manuskriptform, och beräknas att ta åtta timmar att fullgöra. 
Pianostycket Le Jardin Parfumé (1923) hämtade inspiration från den erotiska läroboken Den doftande trädgården. 

## Verklista

### Piano solo
- Fem (numrerade) pianosonater (1919–-1934-35)
- Pianosonat '0' (1917) (återupptäckt postumt)
- Sex pianosymfonier
  - Tantrik Symphony (1938–39)
  - Second Symphony (1954)
  - Third Symphony (1959–60)
  - Fourth Symphony (1962–64)
  - Symphonia brevis (1973)
  - Symphonia claviensis (1975–76)
- Le Jardin Parfumé (1923)
- Opus Clavicembalisticum (1929–30)

### Orgel solo
- Tre orgelsymfonier
  - Orgelsymfoni nr 1 (1924)
  - Orgelsymfoni nr 2 (1929–32)
  - Orgelsymfoni nr 3 (1949–53)